# Allothele teretis
Allothele teretis is een spinnensoort in de taxonomische indeling van de Dipluridae.
Het dier behoort tot het geslacht Allothele. De wetenschappelijke naam van de soort werd voor het eerst geldig gepubliceerd in 1920 door Tucker.